# Blok 61 (Nový Bělehrad)

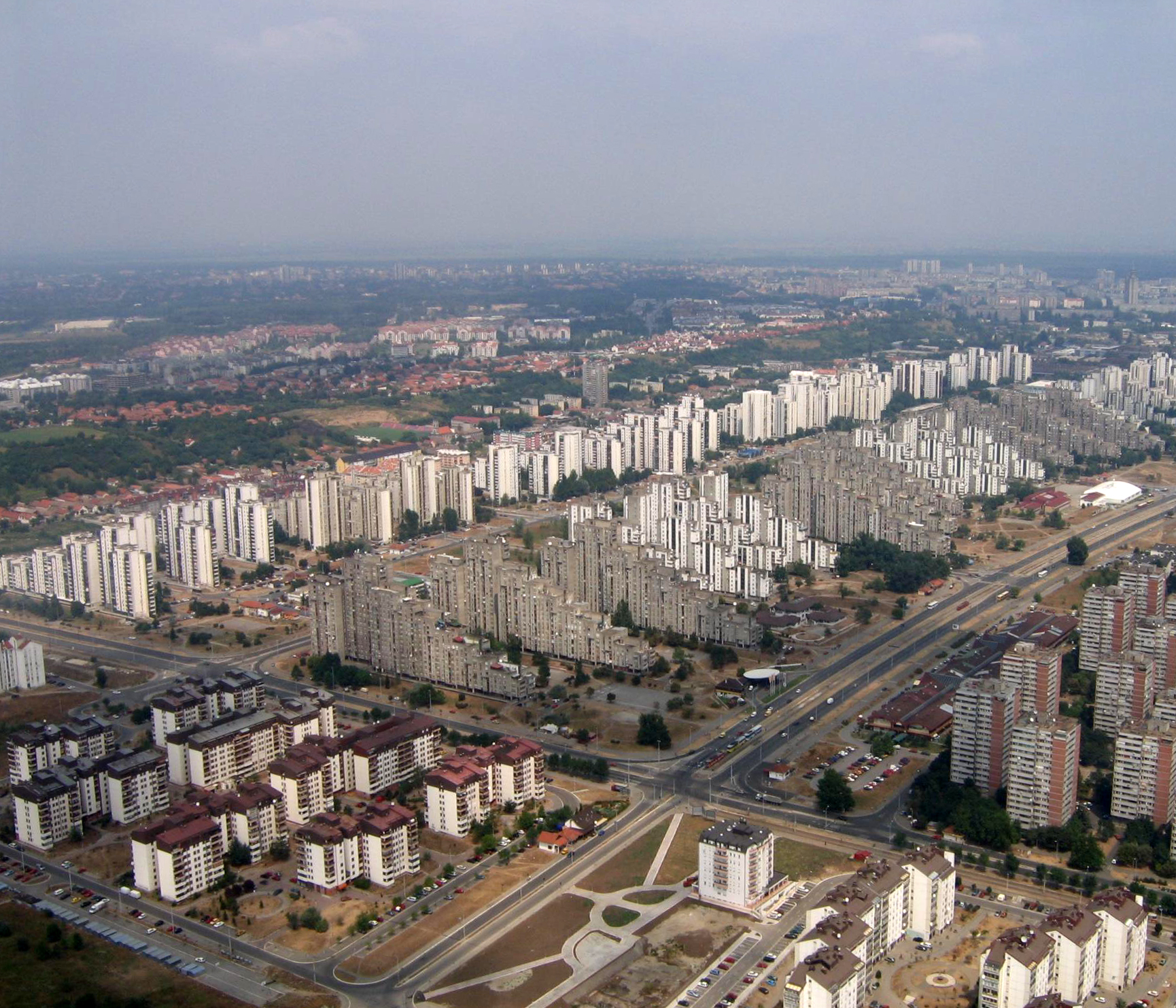
Letecký pohled na blok 61.

Blok 61 (v srbské cyrilici Блок 61) je komplex obytných staveb v Novém Bělehradě, v srbské metropoli Bělehrad. Blok 61 se nachází na jihozápadním okraji této části města, v lokalitě známé pod názvem Savski blokovi. Jedná se o součást panelového sídliště s vysokou hustotou osídlení.

## Lokalita
Blok 61 je vymezen ulicemi Dušana Vukasovića, Jurija Gagarina, Vojvođanska a Dr Ivana Ribara. Navazují na něj bloky 62 a blok 72.

## Historie
Vznik nové části sídliště předpokládal územní plán tehdejší jugoslávské metropole, který byl schválen v roce 1970.
Zakázku na výstavbu domů získala společnost Rad, vzniklo celkem 14 výškových budov. Nebyl použit v Jugoslávii populární systém IMS – Žeželj, ale vlastní panelový systém společnosti Rad s názvem Balency. Ještě před samotnou výstavbou ale bylo nezbytné zlikvidovat původní stavby, tedy převážně rodinné domy a nižší chalupy nedaleké vesnice Bežanija. Okolní terén tvořil především močál, který byl vysušen a terén byl zároveň vyrovnán. Terénní úpravy probíhaly v první fázi již v roce 1969 a v druhé fázi v roce 1974. Domy v bloku 61 byly budovány v letech 1975 až 1976. Jednotlivé stavby bloku 61 projektovali architekti Milenija Marušić, Darko Marušić a Milan Miodragović.
Spolu s dalšími bloky ve stejné ose tvoří blok 61 jeden urbanistický celek; jeho středem prochází pás s parky a zelení. Domy jsou rozmístěné po jeho obou stranách, všechny jsou orientované v jedné ose.